# Mathieu Hermans
Mathieu Hermans (Goirle, 9 de enero de 1963) es un exciclista neerlandés, profesional entre los años 1985 y 1993, durante los cuales logró 57 victorias.
Sus mayores éxitos deportivos los logró en la Vuelta a España, donde consiguió 9 victorias de etapa, y en el Tour de Francia, donde consiguió 1 victoria de etapa.
Tras retirarse, se dedicó a la vida familiar y comenzó a trabajar para la firma de ropa deportiva Bio Race. En 2007, comenzó a ejercer como director deportivo en el equipo Unibet.com.

## Biografía
Era un especialista en las llegadas al sprint, que corrió durante la mayor parte de su carrera en equipos españoles y obtuvo sus mejores resultados en competiciones españolas, también destacaba en la modalidad de cyclo-cross, que practicaba de modo habitual durante el invierno, a modo de preparación para la temporada ciclista profesional en carretera llegando a ganar el Ciclocross de Igorre en 1984 cuiando él aún era corredor amateur. 
Durante su etapa de profesional residió en la localidad vasca de Astigarraga. En 1987 y 1989 (edición en la que obtuvo un triunfo de etapa) ocupó el farolillo rojo del Tour de Francia.

## Palmarés
| 1981 - Gran Premio Rüebliland (Júnior) 1986 - 2 etapas de la Vuelta a Aragón - 1 etapa del Tour de Romandía 1987 - 3 etapas de la Vuelta a Valencia - 1 etapa de la Vuelta a los Países Bajos - París-Camembert 1988 - 6 etapas de la Vuelta a España - 4 etapas de la Vuelta a Murcia - 3 etapas de la Semana Catalana - 2 etapas de la Vuelta a Valencia - 1 etapa de la Volta a Cataluña - Trofeo Masferrer 1989 - 3 etapas de la Vuelta a España - 1 etapa del Tour de Francia - 1 etapa de la Volta a Cataluña - Trofeo Luis Puig | 1990 - 1 etapa de la Volta a Cataluña - 1 etapa de la Semana Catalana - 1 etapa de la Vuelta a Valencia 1991 - 1 etapa de la Volta a Cataluña - 1 etapa de la Vuelta a Asturias - 1 etapa de la Semana Catalana 1992 - 1 etapa de la Semana Catalana - Clásica de Sabiñánigo - 1 etapa de la Vuelta a Murcia - Circuito de Guecho |

## Resultados en Grandes Vueltas y Campeonato del Mundo
| Carrera         | 1985 | 1986 | 1987  | 1988  | 1989  | 1990 | 1991  | 1992 | 1993 |
| --------------- | ---- | ---- | ----- | ----- | ----- | ---- | ----- | ---- | ---- |
| Giro de Italia  | -    | -    | -     | -     | -     | -    | -     | -    | -    |
| Tour de Francia | -    | Ab.  | 135.º | 147.º | 138.º | -    | -     | -    | -    |
| Vuelta a España | 67.º | -    | -     | 106.º | 140.º | -    | 115.º | Ab.  | Ab.  |
| Mundial en Ruta | -    | -    | -     | -     | -     | -    | -     | -    | -    |

## Equipos
- Orbea/Paternina (1985-1989)
  - Orbea-Campagnolo (1984)
  - Seat-Orbea (1985-1986)
  - Caja Rural-Orbea (1987-1988)
  - Caja Rural (1989)
- Seur (1990)
- Lotus-Festina (1991-1992)
- TVM-Bison Kit (1993)